# Christian De Sica
Christian De Sica (* 5. Januar 1951 in Rom) ist ein italienischer Schauspieler und Filmregisseur.

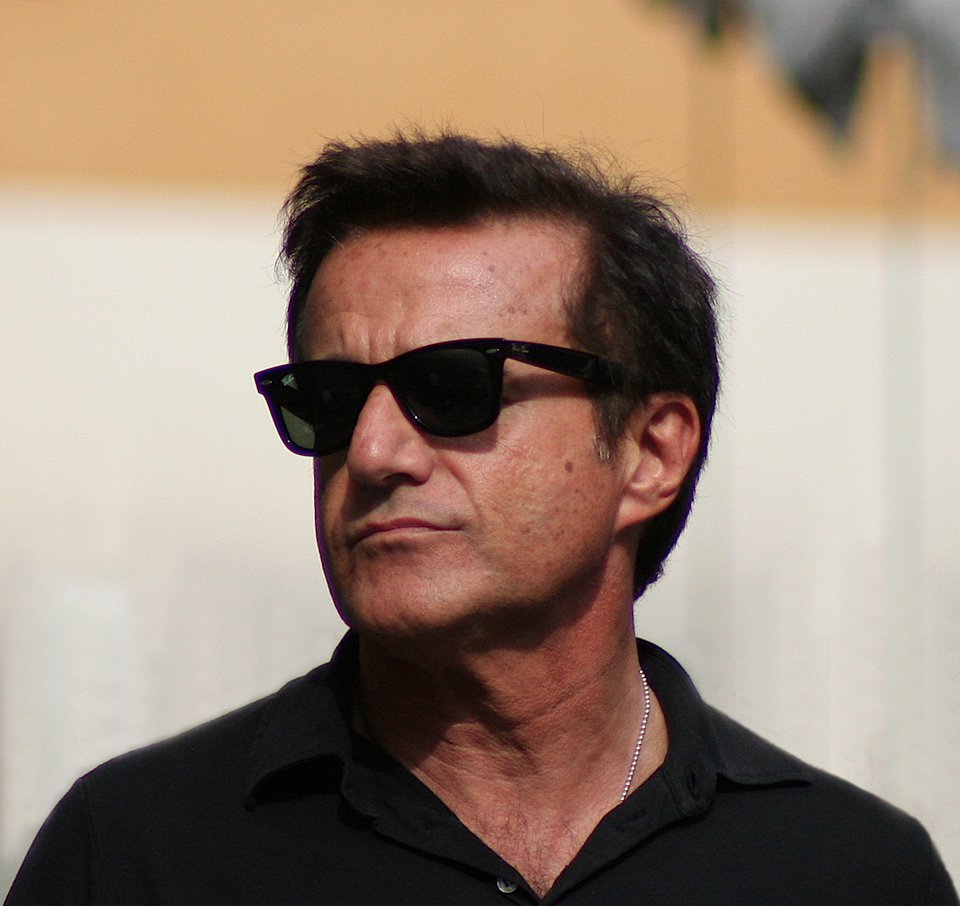
Christian De Sica, 2007

## Leben
De Sica, Sohn von Vittorio De Sica und María Mercader, machte mit 19 Jahren auf der Bühne erste Erfahrungen als Schauspieler. Zwei Jahre darauf spielte er eine erste Fernsehrolle und 1973 erstmals für das Kino.
Dort feierte er zahlreiche große Erfolge beim Publikum, in den 1980er Jahren oftmals unter der Regie von Carlo Vanzina oder Carlo Verdone, mit dessen Schwester er verheiratet ist; ab 1991 auch gelegentlich in Eigenregie. In seinen Filmen stellte er meist den sympathischen, allerdings auch stereotypen jungen Mann dar, den das Publikum ins Herz schloss. Die meist strikt auf Kommerzialität hin produzierten Filme füllten die Säle in der Weihnachtszeit – mehrmals trugen sie diese („Natale“) auch im Titel.
Kritiker warfen ihm vor, systematisch nicht-banale Themen seiner Filme auszusparen und gelegentlich in Vulgarität abzurutschen.
De Sica wurde mehrfach ausgezeichnet. 1976 gewann er einen Spezial-David für seine Interpretation in Giovannino, einen weiteren Preis dieser Kategorie erhielt er 2000, zusammen mit Massimo Boldi, und einen dritten 2009 für fünfundzwanzig Jahre währenden Erfolg der Natale-Filme, die von Neri Parenti inszeniert wurden. Darüber hinaus wurde er 2007 mit dem „Telegatto“ als bester Schauspieler geehrt.
Einen weiteren David erhielt De Sica 2010 für seine Leistung in Pupi Avatis Il figlio più piccolo.

## Filmografie (Auswahl)
- 1972: Paulina 1880
- 1972: Blaise Pascal (Blaise Pascal) (Fernsehfilm)
- 1975: Die Sexmaschine (Conviene far bene l’amore)
- 1979: Ein perfekter Seitensprung (Un amore perfetto o quasi)
- 1983: Gelati und Amore (Sapore di mare)
- 1984: Ferien in Amerika (Vacanze in Amerika)
- 1986: Die Klugscheißer (Asilo di polizia)
- 1987: Zwei Italiener mögen's heiß (Bellifreschi)
- 1988: Schulkameraden (Compagni di scuola)
- 1994: Die römische Kanone (S.P.Q.R. 2000 e 1/2 anni fa)
- 2000: Body Guards - Guardie del corpo
- 2006: Natale a New York
- 2007: Natale in crociera
- 2008: Natale a Rio
- 2009: Natale a Beverly Hills
- 2011: Vacanze di Natale a Cortina
- 2012: Buona giornata
- 2012: Colpi di fulmine
- 2013: Il principe abusivo
- 2013: Colpi di fortuna
- 2013: La scuola più bella del mondo
- 2015: Vacanze ai Caraibi
- 2016: Fräulein – Una fiaba d'inverno
- 2016: Poveri ma ricchi
- 2022: Zwei wie Pech und Schwefel (Altrimenti ci arrabbiamo)
- 2024: Reich um jeden Preis (Ricchi a tutti i costi)